# Zarina Diyas
Zarina Diyas, née le 18 octobre 1993 à Almaty, est une joueuse de tennis kazakhe, professionnelle depuis 2009.

## Carrière
En 2008, alors qu'elle joue encore chez les juniors, elle remporte son premier titre ITF dès sa deuxième participation dans un tournoi professionnel à Astana.
Elle remporte son second titre ITF à Stuttgart l'année suivante. En juillet, elle reçoit une Wild card pour l'Open de Prague. Elle atteint les quarts de finale en éliminant Kristina Mladenovic, issue des qualifications et Petra Kvitová, tête de série no 8 et 63e mondiale.
En 2010, lors de la Coupe du Kremlin, elle remporte ses trois matchs de qualification et accède aux quarts de finale en battant Gisela Dulko, (no 49) et surtout Jelena Janković (6-1, 6-2) qui était 7e joueuse mondiale à l'époque. Elle perd ensuite face à Maria Kirilenko.
En 2012, elle s'adjuge le tournoi 25 000 $ de Boukhara et celui de Makinohara en 2013.
Elle se qualifie pour la première fois dans un tournoi du Grand Chelem, lors de l'Open d'Australie 2014. Elle bat la qualifiée Kateřina Siniaková au premier tour (6-2, 6-4) puis la néo-zélandaise Marina Erakovic (6-4, 6-0) au second. Elle s'incline finalement face à Simona Halep (6-1, 6-4). En mars, elle remporte le 50 000 $ de Quanzhou. Elle participe pour la première fois à un tournoi WTA en entrant directement dans le tableau principal à Kuala Lumpur, elle accède d'ailleurs aux quarts de finale. Elle est également quart de finaliste à Strasbourg où elle élimine la belge, 22e mondiale Kirsten Flipkens au premier tour. Elle réalise cependant sa meilleure performance en atteignant les huitièmes de finale à Wimbledon où elle bat successivement Kristina Mladenovic (7-64, 6-4), Carla Suárez Navarro (7-612, 5-7, 6-2) et Vera Zvonareva (7-61, 3-6, 6-3).
Elle remporte son premier tournoi sur le Circuit professionnel WTA lors du Japan Women's Open Tennis de Tokyo en septembre 2017.

## Palmarès

### Titre en simple dames
| No | Date       | Nom et lieu du tournoi    | Catégorie | Dotation  | Surface    | Finaliste | Score    |          |
| -- | ---------- | ------------------------- | --------- | --------- | ---------- | --------- | -------- | -------- |
| 1  | 11-09-2017 | Japan Women's Open, Tokyo | Intern'l  | 250 000 $ | Dur (ext.) | Miyu Kato | 6-2, 7-5 | Parcours |

### Finale en simple dames
| No | Date       | Nom et lieu du tournoi    | Catégorie | Dotation  | Surface    | Vainqueure | Score     |          |
| -- | ---------- | ------------------------- | --------- | --------- | ---------- | ---------- | --------- | -------- |
| 1  | 06-10-2014 | Japan Women's Open, Osaka | Intern'l  | 250 000 $ | Dur (ext.) | Sam Stosur | 7-67, 6-3 | Parcours |

## Parcours en Grand Chelem

### En simple dames
| Année | Open d'Australie | Open d'Australie  | Internationaux de France | Internationaux de France | Wimbledon       | Wimbledon            | US Open         | US Open             |
| ----- | ---------------- | ----------------- | ------------------------ | ------------------------ | --------------- | -------------------- | --------------- | ------------------- |
| 2009  | —                | —                 | —                        | —                        | —               | —                    | Q1              | Chang Kai-chen      |
| 2010  | —                | —                 | Q2                       | Kaia Kanepi              | —               | —                    | —               | —                   |
| 2011  | Q3               | Irina Falconi     | Q1                       | Oksana Kalashnikova      | —               | —                    | Q2              | Regina Kulikova     |
|       |                  |                   |                          |                          |                 |                      |                 |                     |
| 2013  | Q1               | Kathrin Wörle     | Q1                       | Luksika Kumkhum          | —               | —                    | Q2              | M. Larcher de Brito |
| 2014  | 3e tour (1/16)   | Simona Halep      | 1er tour (1/64)          | Petra Kvitová            | 1/8 de finale   | Simona Halep         | 3e tour (1/16)  | Ekaterina Makarova  |
| 2015  | 3e tour (1/16)   | Maria Sharapova   | 2e tour (1/32)           | Alison Van Uytvanck      | 1/8 de finale   | Maria Sharapova      | 1er tour (1/64) | Polona Hercog       |
| 2016  | 1er tour (1/64)  | Madison Keys      | 2e tour (1/32)           | Simona Halep             | 1er tour (1/64) | Anna-Lena Friedsam   | —               | —                   |
| 2017  | —                | —                 | Q3                       | Bethanie Mattek-Sands    | 3e tour (1/16)  | Petra Martić         | Q1              | Rebecca Peterson    |
| 2018  | 1er tour (1/64)  | Sorana Cîrstea    | 2e tour (1/32)           | Naomi Osaka              | —               | —                    | 1er tour (1/64) | Karolína Plíšková   |
| 2019  | 1er tour (1/64)  | Aleksandra Krunić | 2e tour (1/32)           | Veronika Kudermetova     | 1er tour (1/64) | Danielle Collins     | 1er tour (1/64) | Ashleigh Barty      |
| 2020  | 3e tour (1/16)   | Kiki Bertens      | 1er tour (1/64)          | Ons Jabeur               | Annulé          | Annulé               | 1er tour (1/64) | Bernarda Pera       |
| 2021  | 3e tour (1/16)   | Garbiñe Muguruza  | 2e tour (1/32)           | Elise Mertens            | 1er tour (1/64) | Anastasija Sevastova | 1er tour (1/64) | Amanda Anisimova    |
| 2022  | 1er tour (1/64)  | Elena Rybakina    | Q1                       | Anastasia Gasanova       | —               | —                    | —               | —                   |
| 2024  | —                | —                 | —                        | —                        | Q3              | Bai Zhuoxuan         | Q1              | Ma Yexin            |

N.B. : à droite du résultat se trouve le nom de l'ultime adversaire.

### En double dames
| Année | Open d'Australie                                                                         | Open d'Australie                                                                         | Internationaux de France                                                                  | Internationaux de France                                                            | Wimbledon                                                                       | Wimbledon                                                     | US Open | US Open |
| ----- | ---------------------------------------------------------------------------------------- | ---------------------------------------------------------------------------------------- | ----------------------------------------------------------------------------------------- | ----------------------------------------------------------------------------------- | ------------------------------------------------------------------------------- | ------------------------------------------------------------- | ------- | ------- |
| 2014  | —                                                                                        | —                                                                                        | —                                                                                         | —                                                                                   | 2e tour (1/16) Mayr \|\| style="text-align:left;" \| Medina Shvedova            | 1/4 de finale Xu \|\| style="text-align:left;" \| Black Mirza |         |         |
| 2015  | 2e tour (1/16) Scheepers \|\| style="text-align:left;" \| Görges Grönefeld               | 2e tour (1/16) Xu \|\| style="text-align:left;" \| Rodionova                             | 1er tour (1/32) Zheng S. \|\| style="text-align:left;" \| Hingis Mirza                    | 1er tour (1/32) Xu \|\| style="text-align:left;" \| King Zheng S.                   |                                                                                 |                                                               |         |         |
| 2016  | 1er tour (1/32) Zhang K. \|\| style="text-align:left;" \| Gasparyan Panova               | —                                                                                        | —                                                                                         | —                                                                                   | —                                                                               | —                                                             | —       |         |
|       |                                                                                          |                                                                                          |                                                                                           |                                                                                     |                                                                                 |                                                               |         |         |
| 2018  | 2e tour (1/16) Linette \|\| style="text-align:left;" \| Krejčíková Siniaková             | 1er tour (1/32) Zheng S. \|\| style="text-align:left;" \| Raquel Atawo Grönefeld         | —                                                                                         | —                                                                                   | 1er tour (1/32) Zheng S. \|\| style="text-align:left;" \| Mattek-Sands Šafářová |                                                               |         |         |
| 2019  | 2e tour (1/16) Y. Putintseva \|\| style="text-align:left;" \| B. Strýcová M. Vondroušová | —                                                                                        | —                                                                                         | —                                                                                   | —                                                                               | —                                                             | —       |         |
| 2020  | 2e tour (1/16) E. Rybakina \|\| style="text-align:left;" \| V. Kužmová A. Sasnovich      | 1er tour (1/32) Ar. Rodionova \|\| style="text-align:left;" \| G. Dabrowski J. Ostapenko | Annulé                                                                                    | Annulé                                                                              | —                                                                               | —                                                             |         |         |
| 2021  | 1er tour (1/32) Y. Putintseva \|\| style="text-align:left;" \| A. Kalinskaya V. Kužmová  | 2e tour (1/16) V. Gracheva \|\| style="text-align:left;" \| M. Linette B. Pera           | 2e tour (1/16) Ar. Rodionova \|\| style="text-align:left;" \| V. Gracheva O. Kalashnikova | 2e tour (1/16) V. Gracheva \|\| style="text-align:left;" \| M. Bouzková L. Hradecká |                                                                                 |                                                               |         |         |

N.B. : le nom de la partenaire se trouve sous le résultat ; les noms des ultimes adversaires se trouvent à droite.

## Parcours en «Premier» et WTA 1000
Les tournois WTA « Premier Mandatory » et « Premier 5 » (entre 2009 et 2020) et WTA 1000 (à partir de 2021) constituent les catégories d'épreuves les plus prestigieuses, après les quatre levées du Grand Chelem. 

De 2009 à 2023, les tournois Premier Mandatory (dits tournois WTA 1000 obligatoires entre 2021 et 2023) regroupent Indian Wells, Miami, Madrid et Pékin, les autres constituant les tournois Premier 5 (tournois WTA 1000 non-obligatoires). À partir de 2024, le nombre de tournois WTA 1000 passe à 10 par saison (fin de l’alternance Doha / Dubaï), ces derniers devenant tous obligatoires et offrant tous 1000 points à la vainqueure (contre 900 points précédemment pour les tournois Premier 5).

### En simple dames
| Année |       |                              |                              |                              |                            |                           |                            |                           |                             |                               |  |                           |
| Doha  | Dubaï | Indian Wells                 | Miami                        | Madrid                       | Rome                       | Canada                    | Cincinnati                 | Pékin                     | Wuhan                       | Wuhan                         |  |                           |
| Doha  | Dubaï | Indian Wells                 | Miami                        | Madrid                       | Rome                       | Canada                    | Cincinnati                 | Pékin                     | Wuhan                       | Wuhan                         |  |                           |
| Doha  | Dubaï | Indian Wells                 | Miami                        | Madrid                       | Rome                       | Canada                    | Cincinnati                 | Pékin                     | Wuhan                       | Wuhan                         |  |                           |
| 2014  |       |                              | Hors catégorie               |                              | 2e tour (1/32) S. Stephens |                           |                            |                           | 2e tour (1/16) L. Šafářová  | 2e tour (1/16) A. Kerber      |  | 2e tour (1/16) A. Kerber  |
| 2015  |       | Hors catégorie               | 3e tour (1/8) E. Makarova    | 3e tour (1/16) S. Williams   | 2e tour (1/32) C. Bellis   | 1er tour (1/32) C. Suárez | 2e tour (1/16) E. Bouchard | 1er tour (1/32) J. Görges | 1er tour (1/32) V. Williams | 1er tour (1/32) M. Puig       |  | 1er tour (1/32) I-C. Begu |
| 2016  |       | 1er tour (1/32) J. Ostapenko | Hors catégorie               | 2e tour (1/32) V. Azarenka   | 3e tour (1/16) S. Williams |                           |                            |                           |                             |                               |  |                           |
|       |       |                              |                              |                              |                            |                           |                            |                           |                             |                               |  |                           |
| 2018  |       |                              | Hors catégorie               | 1er tour (1/64) S. Williams  | 4e tour (1/8) Ka. Plíšková | 1er tour (1/32) M. Puig   | 1er tour (1/32) A. Kerber  |                           |                             | 1er tour (1/32) N. Osaka      |  |                           |
| 2019  |       | Hors catégorie               | 1er tour (1/32) D. Jakupović | 1er tour (1/64) J. Pegula    |                            |                           |                            |                           | 2e tour (1/16) S. Kenin     |                               |  |                           |
|       |       |                              |                              |                              |                            |                           |                            |                           |                             |                               |  |                           |
| 2021  |       | Hors catégorie               |                              | 2e tour (1/32) B. Krejčíková | 2e tour (1/32) B. Bencic   |                           |                            |                           |                             | Annulé                        |  | Annulé                    |
|       |       |                              |                              |                              |                            |                           |                            |                           |                             |                               |  |                           |
| 2024  |       |                              |                              |                              |                            |                           |                            |                           |                             | 1er tour (1/64) M. Sawangkaew |  |                           |

Sous le résultat, l’ultime adversaire.
1. 1 2   Les tournois de Doha et Dubaï alternent le statut de tournoi WTA 1000 (ex Premier 5) entre 2009 et 2023 : les trois premières éditions ont lieu à Dubaï, les trois suivantes à Doha, puis Dubaï accueille le tournoi de cette catégorie les années impaires et Dubaï les années paires. De 2011 à 2023, la ville qui n’accueille pas de WTA 1000 organise à la place un tournoi WTA 500 (ex Premier).
2. 1 2 3 4 5 6   L’ordre de déroulement des tournois a évolué depuis 2009 : Rome se dispute avant Madrid et Cincinnati avant Montréal/Toronto jusqu’en 2010, tandis que Tokyo/Wuhan/Guadalajara ont lieu avant Pékin jusqu’en 2023.
3. 1 2  Du fait de la pandémie de Covid-19, les tournois d’Indian Wells, de Miami, de Madrid, du Canada, de Wuhan et de Pékin sont annulés en 2020. Ces deux derniers le sont également en 2021. Pour des raisons d’organisation, le tournoi de Cincinnati 2020 a exceptionnellement lieu à Flushing Meadows à New York.

## Parcours aux Jeux olympiques

### En simple dames
| # | Date       | Nom de l'olympiade         | Surface    | Résultat        | Ultime adversaire  | Score |          |
| - | ---------- | -------------------------- | ---------- | --------------- | ------------------ | ----- | -------- |
| 1 | 31/07/2021 | Olympic Tennis Event Tokyo | Dur (ext.) | 1er tour (1/32) | Barbora Krejčíková | 5-2ab | Parcours |

## Parcours en Fed Cup
| #                                                                              | Date       | Lieu         | Surface    | Gagnante(s)                      | Perdante(s)                       | Score              |          |  |  |  |  |
| ------------------------------------------------------------------------------ | ---------- | ------------ | ---------- | -------------------------------- | --------------------------------- | ------------------ | -------- |  |  |  |  |
|                                                                                |            |              |            |                                  |                                   |                    |          |  |  |  |  |
| 2009 - Round Robin (groupe II Asie/Océanie) - Kazakhstan - Iran - 3 : 0        |            |              |            |                                  |                                   |                    |          |  |  |  |  |
| 1                                                                              | 05/02/2009 | Perth        | Dur (ext.) | Galina Voskoboeva Zarina Diyas   | Madona Majarian Ghazaleh Torkaman | 6-0, 6-0           | Parcours |  |  |  |  |
| 1                                                                              | 05/02/2009 | Perth        | Dur (ext.) |                                  |                                   |                    |          |  |  |  |  |
| 2010 - Barrage (groupe I Asie/Océanie) - Corée du Sud - Kazakhstan - 1 : 2     |            |              |            |                                  |                                   |                    |          |  |  |  |  |
| 2                                                                              | 06/06/2010 | Kuala Lumpur | Dur (ext.) | Zarina Diyas Sesil Karatantcheva | Kim Na-ri Lee Jin-a               | 1-6, 6-1, 7-5      | Parcours |  |  |  |  |
| 2                                                                              | 06/06/2010 | Kuala Lumpur | Dur (ext.) |                                  |                                   |                    |          |  |  |  |  |
| 2011 - Round Robin (groupe I Asie/Océanie) - Kazakhstan - Corée du Sud - 2 : 1 |            |              |            |                                  |                                   |                    |          |  |  |  |  |
| 3                                                                              | 02/02/2011 | Nonthaburi   | Dur (ext.) | Zarina Diyas                     | Lee Ye-ra                         | 6-2, 6-1           | Parcours |  |  |  |  |
| 3                                                                              | 02/02/2011 | Nonthaburi   | Dur (ext.) | Galina Voskoboeva Zarina Diyas   | Kim Na-ri Kim So-jung             | 6-4, 6-0           | Parcours |  |  |  |  |
|                                                                                |            |              |            |                                  |                                   |                    |          |  |  |  |  |
| 2011 - Round Robin (groupe I Asie/Océanie) - Taïwan - Kazakhstan - 0 : 3       |            |              |            |                                  |                                   |                    |          |  |  |  |  |
| 4                                                                              | 04/02/2011 | Nonthaburi   | Dur (ext.) | Zarina Diyas                     | Juan Ting-fei                     | 6-0, 6-2           | Parcours |  |  |  |  |
| 4                                                                              | 04/02/2011 | Nonthaburi   | Dur (ext.) |                                  |                                   |                    |          |  |  |  |  |
| 2011 - Round Robin (groupe I Asie/Océanie) - Japon - Kazakhstan - 2 : 1        |            |              |            |                                  |                                   |                    |          |  |  |  |  |
| 5                                                                              | 06/02/2011 | Nonthaburi   | Dur (ext.) | Zarina Diyas                     | Misaki Doi                        | 6-74, 6-3, 4-3 ab. | Parcours |  |  |  |  |
| 5                                                                              | 06/02/2011 | Nonthaburi   | Dur (ext.) | Rika Fujiwara Ayumi Morita       | Galina Voskoboeva Zarina Diyas    | 6-4, 6-3           | Parcours |  |  |  |  |
|                                                                                |            |              |            |                                  |                                   |                    |          |  |  |  |  |

## Classements WTA en fin de saison
| Année          | 2009 | 2010 | 2011 | 2012 | 2013 | 2014 | 2015 | 2016 | 2017 | 2018 | 2019 | 2020 | 2021 | 2022 |
| Rang en simple | 206  | 173  | 223  | 265  | 163  | 34   | 52   | 148  | 66   | 91   | 78   | 79   | 100  | 1042 |
| Rang en double | –    | –    | –    | –    | 470  | 128  | 181  | 357  | 974  | 262  | 453  | 468  | 177  | –    |

Source : (en) Classements de Zarina Diyas sur le site officiel de la Fédération internationale de tennis